# 温暖冰激凌

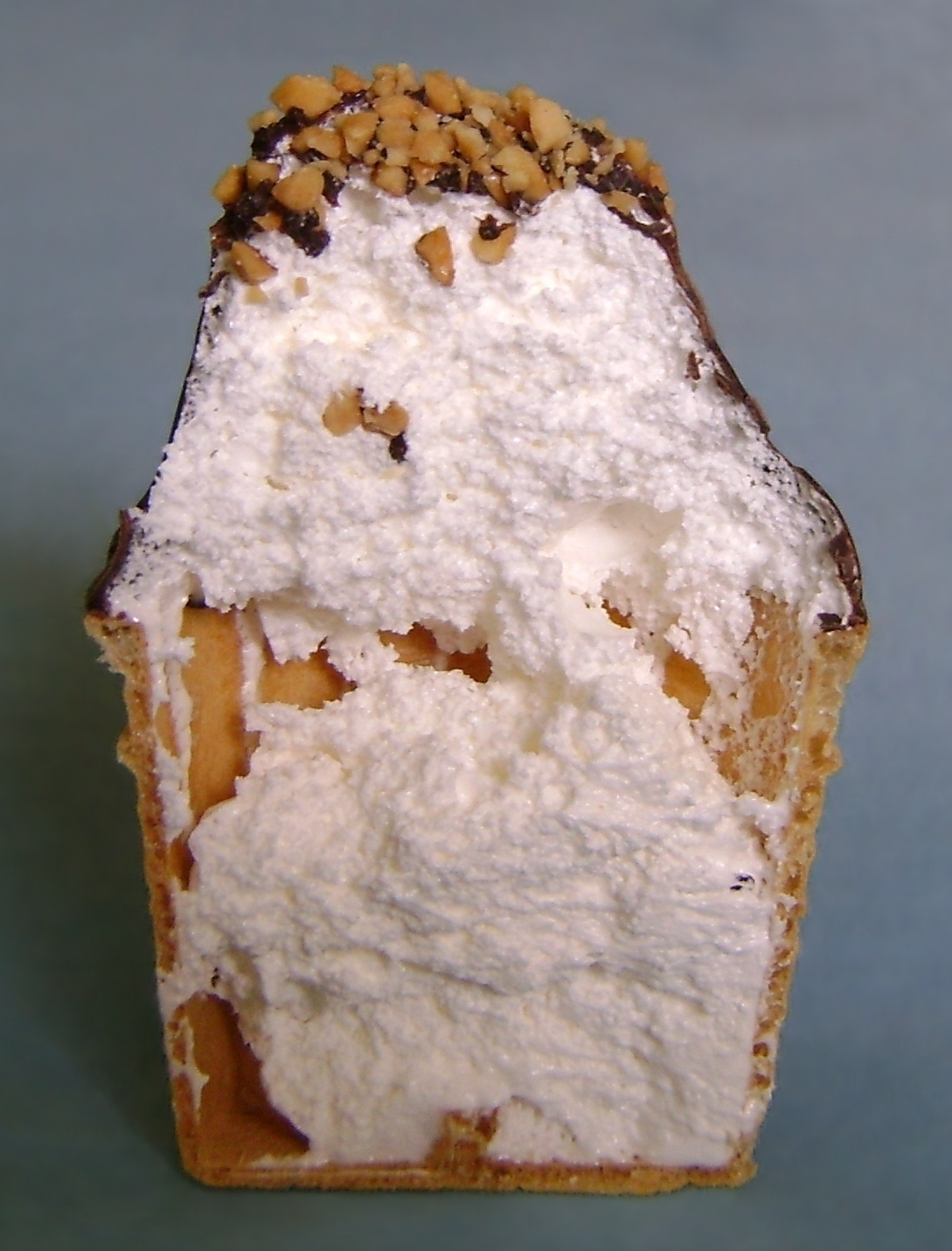
温暖冰激淋的横切面

温暖冰淇淋（波蘭語：ciepłe lody）是一道源自波兰的甜品，以蛋白慕斯为基底，浇上糖浆、巧克力或其他配料，然后盛放在华夫饼杯中。它的外观与软质冰淇淋相似，因此得名。这道甜品价格亲民，但热量也相对较高。
波兰周刊《Wprost》曾报道，温暖冰淇淋是波兰人民共和国时期营养学家们的一项发明，属于当时的替代食品之一，与波罗可可（Polo-Cockta）齐名。温暖冰激凌曾于90年代停产，千禧年后，这道甜品的生产得以恢复，并与许多复产的老产品一并成为了波兰人民共和国时期怀旧文化的一部分。
在波兰，类似的巧克力涂层棉花糖甜品，如德国的Schokoküsse、丹麦的Flødeboller以及以色列的Krembo，也都被赋予了“温暖冰淇淋”这一名称。
在匈牙利，也有一道类似的甜品被称为“télifagyi”，意为“冬季冰淇淋”。这道甜品同样发明于人民共和国时期，并在当时广受欢迎。如今，它依然在当地广为流传。温暖冰激凌亦适合在冬季食用，且据说在圣诞季更受欢迎。

## 制作工艺
与冰激凌不同，温暖冰激凌不需要冷冻结冰，它的白色部分实际上是一种由蛋白和其他配料打制而成的泡沫。
如今，温暖冰激凌也常作为波兰家庭的自制甜品。具体制作工艺如下：
将水、蛋白和糖等基础原料放入碗中加热并搅拌，直到水分蒸发呈泡沫状，温度达到约70度，搅拌越久泡沫越浓稠。随后将其如冰激凌般倒入华夫饼筒，淋上巧克力等配料，放入冰箱待其凉爽即可。

## 延伸阅读
- 波兰菜肴列表
- 对波兰人民共和国的怀念